# Baku Baku Animal
 (juillet 2015).
Si vous disposez d'ouvrages ou d'articles de référence ou si vous connaissez des sites web de qualité traitant du thème abordé ici, merci de compléter l'article en donnant les références utiles à sa vérifiabilité et en les liant à la section « Notes et références ».
Baku Baku, ou Baku Baku Animal au Japon, est un jeu vidéo de puzzle sorti en 1995 dans les salles d'arcade. Il a été édité par l’équipe Sega AM3 sur le système d'arcade Sega Titan Video (ST-V), la plate-forme d'arcade 32 bit de Sega au hardware similaire à celui de la console de salon la Sega Saturn. Des versions console et PC existent.

## Système de jeu
Le système de jeu s'apparente à un Tetris. Des blocs représentant des animaux (chien, panda, singe, lapin, souris) ou leurs nourritures respectives (os, bambou, banane, carotte, fromage) défilent par paire. Le but du jeu est de submerger l'écran de son adversaire (d'une contenance de 60 blocs) de ces blocs en les combinant le plus rapidement possible afin de créer des chaines. Ce jeu aux ressources inépuisables se base sur l'anticipation des joueurs. Celui-ci doit en effet combiner les blocs afin de déclencher des réactions en chaîne. Plus elles sont importantes plus le nombre de blocs tombant chez l'adversaire est important.

## Versions
- Sur Arcade en 1995,
- Sur Sega Saturn en 1996,
- Sur PC en 1996,
- Sur  Sega Master System en 1996,
- Sur Sega Game Gear en 1996.

Une version pour mobile en Java est sortie en 2002.
La version Game Gear a été rééditée en 2020 sur la Game Gear micro.